# Aksjomat regularności
Aksjomat regularności, aksjomat ufundowania – jeden z aksjomatów teorii mnogości w ujęciu aksjomatycznym Zermela-Fraenkla. Gwarantuje on między innymi, że zbiory budowane są zgodnie z intuicją, czyli że żaden zbiór nie jest swoim własnym elementem (bezpośrednio ani na żadnym poziome zagnieżdżenia).
Aksjomat regularności zapewnia, że
niepusty zbiór ma element, który się z nim pusto przecina, a więc wyraża się w postaci zdania logicznego:
{\displaystyle \forall x\;{\Big (}x\neq \varnothing \Rightarrow \exists y\;(y\in x\land y\cap x=\varnothing ){\Big )}.}
Zapis {\displaystyle y\cap x=\varnothing } można zastąpić logicznie mu równoważnym {\displaystyle \neg \exists z\;(z\in x\land z\in y),} uzyskując równoważne zdanie:
{\displaystyle \forall x\;{\Big (}x\neq \varnothing \Rightarrow \exists y\;(y\in x\land \neg \exists z\;(z\in x\land z\in y)){\Big )}.}

## Zbiory ufundowane
Aksjomatyka ZF dopuszcza istnienie tylko takich zbiorów, które składają się z elementów podstawowych/pierwotnych w stosunku do samego zbioru. Każdy taki zbiór musi zostać zbudowany w oparciu o elementy ostateczne (które nie zawierają w sobie innych elementów). Rolę takiego elementu ostatecznego w ZF pełni zbiór pusty {\displaystyle \varnothing =\{\}} i stanowi on swoisty fundament, na którym budowane są inne zbiory. Stąd zbiory posiadające ostateczne elementy (z których zostały skonstruowane) nazywamy zbiorami ufundowanymi.
Zbiory nieufundowane to takie, w których nie zawsze można "zejść" (względem zagnieżdżenia kolejnych elementów) do fundamentalnych elementów np.
- zbiór który zawiera sam siebie jako element np. {\displaystyle X=\{X\}}, gdzie mamy sytuację {\displaystyle ...\in X\in X\in X\in ...}
- różnego rodzaju rekurencyjne "cykle" definicyjne np. {\displaystyle X=\{e,Y\},Y=\{\pi ,X\}} gdzie mamy {\displaystyle ...\in Y\in X\in Y\in X\in Y\in ...}
- w ogólności: zbiór w którym bez końca możemy schodzić do pełnych kolejnych podelementów tzn. w zbiorze {\displaystyle X_{0}} istnieje pewien nieskończony łańcuch (malejący) zbiorów, gdzie {\displaystyle X_{i+1}\in X_{i}}, co można zapisać: {\displaystyle ...\in X_{2}\in X_{1}\in X_{0}}.

## Łańcuchy malejące względem∈{\displaystyle \in }
Przyjęcie aksjomatu regularności (obok pozostałych aksjomatów ZF) spowoduje, że nie mogą istnieć zbiory tworzące nieskończony łańcuch względem relacji {\displaystyle \in } (przynależność do zbioru), w którym zbiór następny jest elementem zbioru poprzedniego (tj. każdy kolejny zbiór jest "mniejszy" i znajduje się w zbiorze poprzednim):
{\displaystyle X_{0}\ni X_{1}\ni X_{2}\ni ...}
Aksjomat, powoduje że nie istnieje taki zbiór, w którym moglibyśmy wybrać jakiś element, w tym elemencie wybrać kolejny element, w tym ostatnim kolejny i tak dalej bez końca. Gwarantuje to nam, że zawsze w pewnym momencie będziemy musieli zatrzymać się (w schodzeniu na kolejny poziom zagnieżdżenia), gdyż dojdziemy do elementu, który nie zawiera w sobie żadnych elementów.
| Dowód |
| --- |
| Założmy że istnieje taki nieskończony łańcuch zbiów {\displaystyle X_{0}\ni X_{1}\ni X_{2}\ni ...}, gdzie zachodzi {\displaystyle X_{n+1}\in X_{n}}. Wówczas, korzystając z aksjomatów nieskończoności i zstępowania, możemy utworzyć zbiór {\displaystyle X} którego elementami są owe zbiory tj. {\displaystyle X=\{X_{0},X_{1},X_{2},...\}}. Na mocy aksjomatu regularności musi istnieć taki {\displaystyle Y\in X} że {\displaystyle Y\cap X=\varnothing }. Zatem {\displaystyle Y=X_{i}} dla pewnego i, ale wiemy że {\displaystyle X_{i+1}\in X_{i}} a to oznacza, że {\displaystyle X_{i+1}\in Y} oraz {\displaystyle X_{i+1}\in X}, zatem {\displaystyle Y\cap X\neq \varnothing }. Zatem otrzymaliśmy sprzeczność z aksjomatem regularności, więc taki łańcuch zbiorów nie może istnieć. |

## Cykle
Rozważając łańcuchy malejące, w szczególności nie może istnieć sytuacja że zbiór zawiera bezpośrednio lub pośrednio sam siebie tj. {\displaystyle X_{0}\ni ...\ni X_{i}\ni X_{i+1}\ni ...\ni X_{j}\ni X_{i}\ni ...}. Czyli, że jakiś zbiór {\displaystyle x_{i}} jest swoim własnym elementem bezpośrednio lub pośrednio (na pewnym poziomie zagnieżdżenia) gdyż doprowadza to do sprzeczności z aksjomatem regularności (występowanie "cyklu" jest szczególnym przypadkiem łańcucha malejącego).

## Nieskończone zagnieżdżenia
Aksjomat regularności nie zabrania jednak posiadania przez zbiór nieskończonej liczby zagnieżdżeń. Dopuszczalne jest istnienie łańcuchów rosnących tzn.
{\displaystyle X_{0}\in X_{1}\in X_{2}\in ...}
Tutaj każdy kolejny zbiór {\displaystyle X_{i}} jest "większy" i zawiera poprzedni. Różnica w stosunku do łańcuchów malejących polega na tym, że tutaj startujemy od pewnego zbioru {\displaystyle X_{0}} i budujemy kolejne "większe" (zawierające go) zbiory (w nieskończoność). Dla łańcuchów malejących natomiast, startujemy od pewnego zbioru {\displaystyle X_{0}} i wyciągamy z niego jakiś ("mniejszy") element {\displaystyle X_{1}}, następnie powtarzamy to wyciąganie dla {\displaystyle X_{1}} itd. (w nieskończoność).
| Przykład |
| --- |
| Weźmy definicję liczb naturalnych von Neumanna tzn. każda kolejna liczba zawiera w sobie poprzednie tj. {\displaystyle 0=\{\},1=\{0\},2=\{0,1\},3=\{0,1,2\}} itd. . Zwróćmy uwagę, że liczba zagnieżdżeń dla danej liczby (zbioru) n ma wartość tej liczby np. {\displaystyle 3=\{0,1,2\}=\{0,1,\{0,1\}\}=\{0,\{0\},\{0,\{0\}\}\}=\{\{\},\{\{\}\},\{\{\},\{\{\}\}\}\}} (mamy trzy poziomy zagnieżdżeń). Wówczas zbiór liczb naturalnych tj. {\displaystyle \mathbb {N} =\{0,1,2,...\}} ma nieskończenie wiele zagnieżdżeń a jednocześnie spełnia aksjomat regularności tj. każdy jego element (liczba naturalna) z definicji ma pewna skończoną liczbę zagnieżdżeń. Z drugiej strony cały zbiór {\displaystyle \mathbb {N} } zawiera nieskończenie wiele zagnieżdżeń ponieważ dla dowolnej skończonej ilości zagnieżdżeń {\displaystyle k}, zawsze znajdziemy liczbę naturalną {\displaystyle n=k+1,n\in \mathbb {N} } która jest zbiorem zawierającym więcej zagnieżdżeń. |